# Cáncer de testículo
El cáncer de testículo es un tipo de cáncer que generalmente se origina en el testículo, una parte del sistema reproductor masculino, aunque también se puede manifestar inicialmente en el abdomen o en el tórax (mediastino). Su causa es hasta el momento desconocida. Es una enfermedad que ha pasado de ser extremadamente rara a principios del siglo XX, a ser en la actualidad el tipo de tumor maligno más común entre los varones jóvenes. Se diagnostica cada año esta enfermedad a entre 8000 y 9000 varones en Estados Unidos, 1400 en el Reino Unido, unos 500 en España y sobre 10 000 en la Unión Europea.

A lo largo de la vida, la probabilidad de desarrollar cáncer de testículo es de 1 entre 250 (0,4 %), aunque la incidencia varía en función de las razas. La mayor incidencia se da entre los varones de raza blanca de parte del norte de Europa. En la Unión Europea la menor incidencia se presenta en España. Los varones de raza negra tienen la menor incidencia global. Es más común entre los 15 y 40 años, aunque puede afectar a varones de cualquier edad. El cáncer de testículo tiene una de las tasas de curación más altas de todos los tipos de cáncer, por encima del 90 %, y prácticamente del 100 % si no se ha extendido. Incluso en los relativamente pocos casos en los que se ha extendido ampliamente, la quimioterapia consigue curar completamente al menos a la mitad de esos casos.

## Síntomas y detección precoz del cáncer
La gran mayoría de los casos de cáncer de testículo es detectado por el propio paciente. No produce síntomas generales que puedan hacer sospechar de un problema médico, como dolor o fiebre. Dado que el cáncer de testículo es curable cuando se detecta precozmente, los expertos recomiendan la realización mensual de la autoexploración testicular tras una ducha caliente, cuando el escroto está más relajado. El varón debe examinar suavemente cada testículo palpando en busca de bultos duros y luego comparar ambos.
Los síntomas incluyen:
- Un pequeño bulto fijo en el propio testículo, generalmente indoloro[6][7]
- Dolor agudo o pesadez en un testículo (sin haber recibido ningún golpe reciente)[7]
- Una repentina acumulación de fluido en el escroto[7]
- Ligero agrandamiento o molestias en los pezones o en los pechos (ginecomastia)[6][7]
- Dolor sordo en el bajo vientre o la ingle[7]
- Aumento o disminución significativos del tamaño de un testículo[7]
- Dolor en la zona lumbar (lumbago) debido a que el cáncer se haya extendido a los ganglios linfáticos de la columna[6][7]

No es muy común que el cáncer de testículo se extienda a otros órganos, aparte de los pulmones, pero si se da el caso los síntomas pueden incluir:
- Falta de aliento (disnea), tos o tos con esputos manchados de sangre (hemoptisis)[6][7]
- Un bulto en los ganglios linfáticos del cuello. En el caso del seminoma especialmente en el lado izquierdo.[6][7]

Cualquiera de esos síntomas debería ser consultado con el médico, el cual valorará la importancia de los síntomas e indicará si es preciso realizar estudios complementarios o si es necesario acudir al urólogo u otro especialista. 
El cáncer de testículo es uno de los más curables de todos si se detecta pronto.
El diagnóstico del cáncer de testículo se realiza mediante ultrasonidos con una ecografía de los testículos, y si lo hay, su extensión por rayos X y TAC.
Además en un análisis de sangre se miden los marcadores tumorales específicos AFP, GCH-ß, (y LDH) que proporcionan mayor evidencia sobre el tipo de tumor y su extensión.
En caso de que en la primera consulta haya un diagnóstico inicial dudoso, la ecografía debería ser realizada antes de 2 semanas.
La biopsia o PAAF del testículo está contraindicada en general, puesto que puede facilitar la dispersión del tumor por una ruta que no es la usual. Y está indicada solo en pacientes con tumores retroperitoneales o mediastinales.

## Factores de riesgo
- Criptorquidia (testículo no descendido, aumenta hasta en 14 veces el riesgo)[11]
- Historial familiar (Hermano que haya tenido cáncer de testículo. Síndrome de Kleinfelter)[11]
- Infección por el virus del VIH/sida[11]
- Carcinoma in situ[11]
- Cáncer previo en el otro testículo (Riesgo del 3-4 %)[11]
- Edad (principalmente entre los 20 y 34 años)[12]
- Raza blanca, en el norte de Europa[11]

La edad de riesgo depende del tipo de tumor. Hay tres picos: infantil hasta los 4 años para los teratomas y tumores de saco vitelino, de 25–40 años los seminomas y no seminomas, y a partir de los 60 años los seminomas espermatocíticos)
Periódicamente se realizan campañas publicitarias para concienciar a los hombres a que examinen sus testículos —de forma análoga a las mamas femeninas— con regularidad.

## Patología
El cáncer de testículo puede desarrollarse a partir de cualquier tipo de célula de las presentes en el testículo, pero más del 95 % de todos los cánceres de testículo son de células germinales. (Las células germinales producen los espermatozoides; en sí mismas no son patogénicas). En general, aquí nos referiremos al cáncer de testículo de células germinales. La histopatología del cáncer de testículo es complicada, y debería ser hecha por un patólogo experimentado que especifique características tales como, invasión vascular (en los no seminomas), de la rete testis (en los seminomas), o el porcentaje de los distintos tipos de tumor si los hubiere.

### Clasificación
Los tumores de células germinales se distinguen entre seminomas y no seminomas (en el Reino Unido los no seminomas los denominan genéricamente teratomas, mientras que en EE. UU. usan la palabra teratoma para otro tipo).
Los seminoma son tumores de células germinales inmaduras de crecimiento lento y representan alrededor del 50 % de los casos, de los cuales el 80 % son de estadio 1. Los seminomas tienden a estar confinados al testículo, puesto que se propagan relativamente despacio, y a través del sistema linfático. Suelen ser los más habituales entre el segmento de pacientes de mayor edad.
Los no seminoma, por el contrario, son células germinales más maduras que se propagan con mayor rapidez. Los no seminomas engloban varias subclases; sus tasas de expansión varían algo, pero se tratan de forma similar. Suelen ser los más habituales entre el segmento de pacientes de menor edad.
- Carcinoma embrionario, es el tipo más común, aunque normalmente aparece junto con otros tipos.
- Tumor de saco vitelino, es el tipo más común en los niños, en los que se cura con mucha más facilidad que en los adultos.
- Coriocarcinoma, es un tipo muy poco frecuente (1 %). Dado su diseminación hematógena es agresivo y altamente mortal.
- Teratoma inmaduro.
- Teratoma maduro, son células adultas premalignas que rara vez se extienden, pero que pueden transformarse en otro tipo.

Cuando ambos, seminomas y no seminomas están presentes en un tumor (lo cual no es raro), el tumor se clasifica como no seminoma y se trata como tal.
La anatomía patológica del seminoma se confunde con relativa facilidad con la del carcinoma embrionario. En caso de recibir tratamiento de radioterapia, se debe asegurar que realmente no ha habido confusión, puesto que el carcinoma embrionario es un no seminoma que no es sensible a la radiación y sería un tratamiento inútil.

### Marcadores
El cáncer de testículo es uno de los pocos tumores que producen marcadores tumorales específicos, que se pueden usar para seguir su evolución, y la efectividad del tratamiento. Para ello, antes de la cirugía, se deben determinar los niveles de los marcadores para establecer la referencia inicial.
- La alfa-fetoproteína AFP aparece en mayor o menor cantidad en todos los tumores germinales no seminoma, excepto el coriocarcinoma, pero nunca se produce en el seminoma puro. (No obstante, la ausencia de AFP no indica que un determinado tumor sea un seminoma. Debe incluirse también en el seguimiento de los seminomas).
- La gonadotropina coriónica humana subunidad beta GCH-ß que no está presente en los varones normales, es producida por los tumores no seminoma y también en muchos casos de seminoma.
- La lactato deshidrogenasa LDH no es un marcador específico, pero en combinación con los anteriores puede dar una idea de la extensión de la enfermedad. En los casos de seminoma que se presentan sin elevación de la GCH-ß, puede resultar especialmente útil.[16]
- El Micro ARN miR-371 en plasma[17] es un nuevo marcador en fase de estudio con características casi ideales (especifidad del 100 %, sensibilidad del 92-98 %) para detectar los aGCM (excepto los teratomas) en evaluación desde 2016[17] y que en breve promete hacer la práctica clínica del seguimiento con TAC una excepción reservada para las situaciones más complicadas.

La ausencia de marcadores tumorales no excluye la posibilidad de padecer un tumor de células germinales.

### Estadiaje
Un caso de cáncer de testículo se categoriza como perteneciente a uno de tres estadios (que tienen subclasificaciones).
- Estadio 0, CIS (carcinoma in situ) es una lesión preinvasiva previa a los tumores.
- Estadio 1, el cáncer está sólo presente en el testículo.
- Estadio 2, el cáncer se ha extendido a los ganglios linfáticos abdominales (pequeñas estructuras como un garbanzo que producen y almacenan las células que combaten las infecciones).
- Estadio 3, el cáncer se ha extendido a otros lugares incluyendo los riñones, hígado, huesos, pulmones o cerebro.

La mayoría de los casos cuando se detectan son de estadio 1; el estadio 3 es relativamente raro.
La propagación de las metástasis de cáncer de testículo tiene una progresión bien definida. Los ganglios paraaórticos (situados alrededor de la aorta y vena cava inferior a la altura de los riñones) son el primer lugar en el que se producen las metástasis. El escroto no comparte el sistema linfático de los testículos, ya que estos descienden desde el abdomen durante la gestación hasta su posición normal. Por ello se realiza una orquiectomía inguinal, evitando la alteración del sistema linfático y en lo posible la difusión de células tumorales a otras zonas donde no es sospechoso que en general pudieran aparecer. En los tumores de células germinales no seminomas, la propagación es hematológica y por ello el lugar más probable de una metástasis son los pulmones, hígado y cerebro.

## Tratamiento
Los tipos básicos de tratamiento son: cirugía, radioterapia, quimioterapia y observación o una combinación de ellos. El tratamiento más adecuado estará en función del tipo de tumor, y su pronóstico.

### Cirugía
La mayoría de las veces, la orquiectomía inguinal radical (extirpación del testículo y demás estructuras asociadas a través de una pequeña incisión en el abdomen) es suficiente para la curación completa del paciente. Es una operación sencilla y rápida que se hace con anestesia raquídea, y el paciente puede volver a su casa enseguida, o incluso el mismo día. Aunque sería posible en muchos casos quitar el tumor de un testículo dejándolo funcional, es algo que rara vez se hace por el riesgo de dejar algunas células del tumor, y se realiza la orquiectomía inguinal radical. Dado que es un órgano par, y un solo testículo es suficiente para la fertilidad, producción hormonal y otras funciones masculinas, la excepción sería sólo en el caso de que fuese el único testículo y sólo si la operación la realiza un experto. El 80 % de los pacientes están curados sólo con la cirugía, y tras ella hay que valorar las posibles opciones de tratamiento en función del riesgo particular basado fundamentalmente en el análisis patológico, los marcadores tumorales y la evidencia radiográfica. Para ello, tras la extirpación, el testículo es fijado con solución de Bouin porque así conserva mejor algunos detalles morfológicos como la conformación nuclear. Una vez fijado está listo para que el tumor sea clasificado por el patólogo.
En el caso de los no seminomas que parecen ser de estadio 1, a menudo se realiza en una operación aparte una linfodectomía de los ganglios retroperitoneales para determinar si el cáncer era en realidad de estadio 2. Sin embargo, esto que es estándar en muchos sitios, también es omitido en muchos otros por el riesgo significativo de dañar determinados nervios al tratarse de una operación mayor que requiere de una gran experiencia, y que puede dar como resultado complicaciones como la eyaculación retrógrada e infertilidad.
La cirugía se puede realizar en otras partes del cuerpo donde (en casos raros) haya tumores y esto sea apropiado; puede ser antes o después de la quimioterapia o radioterapia, aunque con posterioridad a dichos tratamientos es una cirugía mucho más complicada y debe ser llevada a cabo por especialistas.

### Radioterapia
La radioterapia mediante rayos X de alta energía es efectiva en los seminomas, pero no en los no seminomas. Se puede administrar para tratar seminomas de estadio 2, o como terapia preventiva en el caso de cáncer en estadio 1, y así minimizar la probabilidad de que aún existan tumores minúsculos indetectables y que pudiesen extenderse, aunque en la práctica actual es preferida la observación. La extraordinaria sensibilidad a la radioterapia de los seminomas hace que la tasa de curación para los casos en estadio 1 sea superior al 95 %. Incluso la tasa de supervivencia no es significativamente menor para los casos de estadio 2 con tumores pequeños (<2 cm) tratados con radioterapia. Las dosis de radiación usadas para el tratamiento del seminoma son relativamente pequeñas, y aunque los efectos secundarios no son despreciables, no son tan importantes como los producidos por la quimioterapia. Como tratamiento preventivo en estadio 1 se suelen usar 20-25 Gy, y para el estadio 2 se aumenta a 30-35 Gy localizado sobre los tumores. La dosis total se reparte en varias sesiones de entre 1,5-2 Gy a lo largo de varias semanas.

### Quimioterapia
La quimioterapia es el tratamiento estándar, con o sin radiación, cuando el cáncer se ha extendido a otras partes del cuerpo (o sea, estadio 2 o 3). En algunos sitios se ofrece como opción para los seminomas en estadio 1 como terapia preventiva en los casos de mayor riesgo. La introducción de la terapia con cisplatino como agente antitumoral supuso una revolución espectacular en la tasa de curación de este tipo de cáncer. Los agentes primarios son el cisplatino, etopósido y bleomicina. Los fármacos antitumorales causan efectos secundarios importantes, tanto agudos (vómitos, náuseas, caída del pelo, cansancio, neutropenia, sepsis, azoospermia), como a largo plazo (ototoxicidad, neuropatía periférica, tumores secundarios, problemas cardiovasculares).
Aunque el éxito del tratamiento depende del estadio, la tasa media de supervivencia (a cinco años) es de alrededor del 95 %, y para los casos de cánceres en estadio 1 (si son vigilados adecuadamente) es de prácticamente el 100 % de supervivencia. Por eso es de suma importancia la acción inmediata cuando existe la posibilidad de padecer cáncer de testículo.

### Observación
Consiste en hacer un seguimiento, mediante las pruebas y periodicidad apropiadas para el tipo de tumor, para vigilar que no haya recaída, y que el paciente permanezca libre de cáncer. De forma que en caso de detectar una recaída, se pueda aplicar el tratamiento adecuado en el momento en que es más efectivo.
En los pocos casos en los que los tratamientos de radioterapia y quimioterapia estándar fallan, aún puede considerarse una combinación de quimioterapia intensiva, cirugía e incluso radioterapia, junto con un trasplante de médula.
La orquidectomía inguinal radical la realiza el urólogo; la radioterapia la administra el radiólogo o el oncólogo especialista en radioterapia; la quimioterapia la lleva a cabo el oncólogo generalista; y la observación la supervisa el oncólogo generalista.

## Acciones tras el tratamiento
Para cánceres de estadio 1 que no han tenido ninguna terapia preventiva, la observación durante al menos 3 a 10 años es crucial (análisis de sangre, TAC y radiografías) para evaluar si el cáncer se ha extendido a otras partes del cuerpo (metástasis). Para otros estadios y cuando se ha dado radioterapia o quimioterapia, la vigilancia dependerá de las circunstancias, pero normalmente debería realizarse durante un periodo de 5 años (con intensidad decreciente). En el caso de los seminomas, hay que considerar algún tipo de observación de por vida, pues se han dado algunos casos raros con recaidas decenas de años después, aunque tras cinco años la tasa de recaída es de menos del 5 % de los casos.

## Dudas sobre el cáncer de testículo
- Un hombre con un solo testículo puede tener una vida perfectamente normal, ya que normalmente el otro testículo suple todas las necesidades, y generalmente tendrá una fertilidad adecuada. No obstante, la producción hormonal debería ser comprobada ante determinados síntomas fisiológicos o psicológicos característicos de la andropausia, para suplementar la testosterona en caso necesario.
- La erección, eyaculación y libido no tienen por qué verse afectadas.
- Merece la pena medir los niveles hormonales (testosterona, FSH, LH) antes de la orquidectomía y la conservación de muestras de semen en un banco de semen en el caso de hombres jóvenes que tengan planeado tener descendencia, ya que la fertilidad puede verse afectada de forma importante por un posible tratamiento de quimioterapia.
- Un hombre que pierde ambos testículos normalmente necesita recibir tratamiento hormonal (en particular testosterona, que es una hormona creada en los testículos), y es obviamente infértil, pero puede llevar una vida perfectamente normal. Menos del 3% que han tenido cáncer de testículo lo tendrán de nuevo en el otro testículo.
- Durante la orquidectomía es posible insertar una prótesis en el lugar del testículo extirpado, de modo que la falta de éste sea imperceptible. Es una decisión meramente estética que muchos pacientes deciden no tomar por considerar la prótesis un objeto extraño en su cuerpo.
- No hay ninguna evidencia de que el cáncer de testículo sea hereditario. Es más probable que se dé en hermanos que en padre e hijo.
- La vasectomía no provoca cáncer de testículo[26] ni acelera el crecimiento ni la diagnosis de tumores de testículo preexistentes. Tampoco aumenta la incidencia de cáncer de testículo.
- La clase de ropa interior, ajustada o no, no predispone a padecer, ni a evitar el cáncer de testículo.
- El montar en bicicleta no predispone al cáncer de testículo.
- Las lesiones en los testículos no aumentan el riesgo de desarrollar un cáncer. No obstante, pueden causar un bulto en el testículo y en ocasiones enmascarar un tumor, por lo que debe ser observado hasta que desaparezca.

## Sobrevivientes famosos
- Lance Armstrong: es una prueba viviente de que el cáncer de testículo es curable. Una vez dijo, "es irónico, solía montar en bicicleta para vivir. Ahora sólo quiero vivir para montar en bicicleta".
- Gabriel Calero: baterista y fundador de la banda de rock en español Black Guayaba. El baterista de la banda puertorriqueña ganadora de un Grammy fue diagnosticado a sus 32 años y su cáncer había metastizado. Hoy en día es sobreviviente de cáncer. Gabriel ha participado en campañas para la detección del cáncer testicular y fue nombrado padrino por Asociación Americana contra el cáncer en Puerto Rico.
- José Francisco Molina: exguardameta de fútbol español.
- Luboslav Penev: exfutbolista búlgaro.
- Sergio Aragoneses: guardameta de fútbol español.
- Chuck Billy: vocalista de la banda de thrash metal Testament.
- Yeray Álvarez: futbolista español del Athletic Club.
- Arjen Robben: futbolista neerlandés.
- Jonás Gutiérrez: futbolista argentino.
- Aaron Cruden: rugbista neozelandés.
- Tom Green: El cómico canadiense fue diagnosticado con cáncer de testículo en 2000 e hizo un documental ampliamente aclamado sobre su tratamiento (The Tom Green Cancer Special, 2001). En 1997, el skater Scott Hamilton sobrevivió al cáncer de testículo. Dos futbolistas ingleses —Jason Cundy y Neil Harris— también sobrevivieron.
- Alden Rojas: actor colombiano.[27][28]

## Campañas de concienciación
- El País #TÓCATELASCONFÚTBOL[29]
- Liga Colombiana Contra el Cáncer #RASCATEST[30]
- TeleAmazonas #FeelingNuts[31]
- Despierta América[32]
- En México crearon en 2013 la campaña "bolas en Juego" para generar conciencia entre los adultos jóvenes y que se autoexploren regularmente para que los posibles casos sean detectados de forma temprana, disminuyendo los efectos secundarios que los tratamientos tienen en los casos más avanzados.[33][34]

## Víctimas famosas
- Brian Piccolo, un jugador de fútbol americano a finales de los 1960s con los Chicago Bears, murió de cáncer de testículo que no fue detectado hasta que se había metastasizado a los pulmones. Piccolo sería un acontecimiento entre compañeros y amigos Gale Sayers' autobiography I Am Third; La historia de Sayers de su amistad y la batalla contra el cáncer de Piccolo, fue adaptada en la legendaria película hecha para la televisión Brian's Song.

- Gustavo Eberto joven arquero que murió víctima de un cáncer testicular a los 24 años, el 3 de septiembre de 2007.

- Pete Postlethwaite, actor británico muerto a los 64 años de edad en enero de 2011.

- Dylan Tombides, El futbolista australiano del West Ham inglés, murió el 18 de abril de 2014 tras tres años de batalla contra un cáncer de testículo detectado cuando tenía 17 años de edad.